# Petunia riograndensis
Petunia riograndensis là loài thực vật có hoa trong họ Cà. Loài này được T. Ando & Hashim. miêu tả khoa học đầu tiên.